# Société académique de Carélie
Société académique de Carélie (finnois : Akateeminen Karjala-Seura, sigle: AKS) est un mouvement nationaliste mis en place par les étudiants et les élites académiques et actif durant les années 1922 à 1944.

## Histoire
À l'origine son objectif est d'aider les réfugiés en Finlande venus de Carélie orientale.
Par la suite il défendra aussi les liens avec les peuples finno-ougriens, le sentiment national et l’augmentation de la volonté de défendre la patrie.
Au sein de la société, on approuve largement les idées du mouvement fennomane  et de la Grande Finlande

## Présidents
| Nom                    | Début             | Fin               | Réf.  |
| ---------------------- | ----------------- | ----------------- | ----- |
| Kaarlo Hallikorpi (fi) | 22 février 1922   | 22 février 1923   |       |
| Elmo Kaila (fi)        | 22 février 1923   | 18 septembre 1927 |       |
| Vilho Helanen (en)     | 18 septembre 1927 | 22 février 1928   |       |
| Elmo Kaila (fi)        | 22 février 1928   | 17 septembre 1930 |       |
| Martti Kantele (fi)    | 25 mars 1928      | 11 mai 1928       |       |
| Martti Virta (fi)      | 24 mai 1929       | 22 février 1930   |       |
| Martti Kantele (fi)    | 17 septembre 1930 | 18 octobre 1931   |       |
| Aarne Valle (fi)       | 18 octobre 1931   | 22 février 1932   |       |
| Yrjö Vuorjoki (fi)     | 22 février 1932   | 22 février 1934   |       |
| Vilho Helanen (en)     | 22 février 1934   | 22 février 1935   |       |
| Rauno Kallia           | 22 février 1935   | 22 février 1936   |       |
| Vilho Helanen (en)     | 22 février 1936   | 23 septembre 1944 | [ 2 ] |